# Новогольское
Новогольское — село в Грибановском районе Воронежской области.
Административный центр Новогольского сельского поселения.

## Население
| 1859 | 1897  | 2010 |
| ---- | ----- | ---- |
| 2388 | ↗3665 | ↘709 |

## Улицы
| - ул. Будённого, - ул. Калинина, - ул. Лесная, - ул. Матросова, - ул. Первомайская, | - ул. Победы, - ул. Пролетарская, - ул. Свободы, - ул. Советская, - ул. Центральная. |